# Noblella lochites
Noblella lochites is een kikker uit de familie Strabomantidae. De soort werd voor het eerst wetenschappelijk beschreven door John Douglas Lynch in 1976. Oorspronkelijk werd de wetenschappelijke naam Euparkerella lochites gebruikt en later werd de soort tot het geslacht Phylonastes gerekend.
De soort leeft in Zuid-Amerika en komt voor in het zuiden van Ecuador en in Peru.